# 芹澤優
芹澤 優（せりざわ ゆう、1994年12月3日 - ）は、日本の女性声優、歌手、アイドルであり、アイドルグループ・i☆Risのメンバー。81プロデュース、エイベックス・ピクチャーズに所属。東京都出身。

## 経歴

### 生い立ち
小さい頃から芸能界には憧れていた。叔母（母の妹）に斉藤由貴がおり、母も役者っぽいことをしたり、フラメンコを踊ったりしていたというのがあり、幼い頃から母が弾いてくれたピアノに合わせて歌ってたりして、身近なところにエンタテインメントがある家庭だったことから、表現するのが当たり前だったという。
NHK Eテレの子供向け料理番組『クッキンアイドル アイ!マイ!まいん!』で活躍していた福原遥を見て、「自分もこの番組に出たい！」と悔し涙を流したりしていたという。しかし実際にタレントのようなことができるかというと、「恥ずかしくてイヤだ」のようなシャイな子供だったという。中学時代には「私はあの世界に進むし、そんな私が好きだから」という感じで、自己主張しすぎてたことから「あの子、苦手だな」「ヤだな」と思われていたようだったが、「しょっぱい思いをしても、私は芸能の世界を目指すんだ」「だから別にみんなと仲良くできなくてもいいや」とも思ってたことから周囲の声は気にならなかったという。

### 声優になるきっかけ
小学2年生のときにアニメ『満月をさがして』を視聴したことがきっかけで、自分も夢を見つけて叶えたいと思い、声優に憧れるようになった。当時は非常に素直な子どもであったと顧みており、小学5年生のときに担任の先生から自由に生きることを勧められ、それ以降は自分の内面に忠実に生きるようになった。中学1年生のときに『涼宮ハルヒの激奏』というイベントDVDを見て、担当声優のライブパフォーマンスに強烈な衝撃を受けたことにより自分の望むことをすべて実現する可能性を声優という職業は持っているという確信を抱き、声優になることを決心した。当時は『灼眼のシャナ』、『ゼロの使い魔』といったアニメが好きだった。また声優の仕事に惹かれたのは「アニメに救われたから」と語っており、中学時代、あまり学校が楽しくなく、学校がつまらなくても、家に帰って異世界に行ったり、魔法を使ったりするアニメを見ていたところ楽しくて幸せな気持ちになり、「なんて夢のある仕事なんだろう」と思っていたという。

### 声優・アイドルになるまで
東京都立調布北高等学校1年生から養成所（専門学校）で学ぶようになり、養成所の講師に勧められたこと、オーディションを主催していた81プロデュースに好きだった加藤英美里が当時所属していたことが決め手となって、高校2年生のとき、大手レコード会社エイベックスと、声優事務所81プロデュースがタッグを組んで開催した「アニソン・ヴォーカルオーディション」に挑戦する。2012年7月（高校3年生の夏）、オーディションに合格。このオーディションの合格者6名によるユニット「i☆Ris」が結成され、芸能界デビューを叶えた。
アミューズメントメディア総合学院声優タレント専科マスターコース卒業。
2013年に声優としてデビュー。

### キャリア
主にテレビアニメを中心に活動するが、吹き替え、ラジオパーソナリティー、テレビ番組のMCなど、活動の幅を拡げるようになった。2014年からおよそ4年間にわたり、『プリパラ』と続編の『アイドルタイムプリパラ』）にて、南みれぃ役を務めた。
2016年には、第10回声優アワードにてi☆Risの一員として歌唱賞を受賞した。
2016年12月、Zepp DiverCityにて、自身初めてのワンマンライブを開催。この席上で2017年4月のソロとしての歌手デビューを発表。田村ゆかりの楽曲を多く手掛けている太田雅友を音楽プロデューサーに迎えることになった。2016年8月の「Animelo Summer Live 2016 刻-TOKI-」（「i☆Ris」の一員として出演していた）の打ち上げの席上で太田と会話の場を持つ機会を得たが、「もしソロデビューする時は太田さんに曲を書いて欲しいと思っているんですよ」と話した際、「是非是非」と返答されたが、このとき本人は社交辞令と思っていたという、この会話で交わされたことが現実になった。
2017年2月に、初の写真集である『君と』を発売。同年4月26日に1stミニアルバム『YOU&YOU』を発売してソロ歌手デビューを果たした。同年11月29日、2ndミニアルバム「only you? only me!」を発売。12月3日、自身2回目のワンマンライブを開催した。
2018年4月クールのテレビアニメ『3D彼女 リアルガール』（五十嵐色葉役）で、自身初めてのテレビアニメの主演を務めることになった。
2019年3月、第13回声優アワードで助演女優賞を受賞した。

## 活動

### i☆Risとして
「i☆Ris」としてのユニット内でのイメージカラーはブルー、チャームポイントは笑顔と唇、キャッチフレーズは「いつでもー！みんなをー！I love you ちゃーん」。
2012年に「アニソン・ヴォーカルオーディション」に合格したことにより、i☆Risの一員として、芸能界デビューをすることになったが、本人はオーディションに受かった当時、ソロでの活動を想定していたため、6人組でアイドル活動をすると知らされたとき驚きを抱いた。本来の志向は声優、ソロ歌手としての活動であり、その思いを胸にオーディションを受けていたと述べている。また、憧れである田村ゆかり、平野綾のように歌って踊れる声優になりたかった、私が歌いたい曲を、着たい衣装で歌いたかったことが、芸能界を目指した理由の一つであったと述べており、このようなことから、「i☆Ris」としてグループで活動することは、自分が描いていたイメージとは違うと感じていたという。また合格者が集められた日にエイベックスのビルのコンビニに入ったところ茜屋日海夏がおり、「きっと合格者だな」と思っていたという。山北早紀によるとオーディションで見かけた時、背が高い上にピンヒールを履いており、「おはようございます！」と1人だけオーラが強い佇まいで会場にいたことから、「アクが強いな～」と思っていたという。
i☆Risのメンバーがほぼ初対面の時期に「え、なんでゆうがセンターじゃないの？　ゆうがセンターがいい」と口に出していたという。当初、i☆Risのメンバーから「なんなんだ、あの子？」、「青の子、怖い」と思われていたという。その時、毎日「女の子がいっぱいなのヤだー」と愚痴っていたという。
高校時代は前田敦子に憧れていたことからi☆Risの結成当初、若井友希に一方的に「優はボブキャラでいくから」と言っていた。このことはキャラかぶりを気にしていたかもしれないという。
個別でも厳しい指導は多かったが、デビュー前の合宿の時は「口が悪いよ！」とよく注意されていた。その頃はi☆Risを創立した父のような人物がおり、右も左も分からない、ほぼ10代の集まりだったことから、口の聞き方、レッスン態度でよく注意を受けていた。そのおかげで2022年時点のi☆Risのメンバーたちがあるため、必要な時間ではあったが、必死であったという。 
楽しかったのは、皆でサブウェイに飯を食べに行ったことであり、「野菜が嫌いなら断ることだ」とできたが、「みんなと一緒に来てくれるんだ」と思った。変なきっかけだが、その時に、大変な時期を「みんなで乗り越えてる」と感じていたという。
結成当初は、納得いかないことばかりでユニットであること、先に声優としてデビューしたかったが、アイドルデビューが先になってしまった。それなりに自信もあったが、歌やダンスが上手いメンバーもおり、「私は所詮、井の中の蛙だったんだな」と気付くことができた。メンバーに対して尊敬の気持ちが生まれ、他のアーティストの方々のライブを観に行ってくれてプロのすごさも感じていたという。
2013年4月8日から行われていたTwinBox AKIHABARAの毎週月曜日の定期ライブの最終日の時は泣いていたかもしれず、「イチズ」を歌った時にライブの直前にマネージャーから「ちゃんと歌詞が伝わるように歌うんだよ」と言われたのを思い出してグッときてしまったと語る。
芸能界入り当初から、ソロ歌手としての活動は自身にとっての悲願とし続けていたが、2016年12月に自身初めてのソロ歌手としてのワンマンライブ、2017年4月にソロとしての歌手デビューを叶えることになった。ソロ歌手としての活動を開始するにあたり、「i☆Risでの活動がなければ、ソロとしての歌手デビューにつながっていなかったと思います。i☆Risにはいろんなタイプのメンバーがいて、それを見てきたからこそ、私はこうしたいと明確に出せるようになったって、すごく思うんです。自分のファンがやっぱり芹澤が好き！って言ってくれることが大事なんじゃないかなと思えるようになった」ということを、2017年春のインタビューにて述べている。
i☆Risのメンバーの中で芹澤自身が一番モテると思っているという。同じクラスにいたら、「少しカワイいなぁ」くらいという。芹澤自身のこと好きで、「カワイいなぁ」と思っているが、「一番美人は誰か」と聞かれたら芹澤自身だという。
茜屋日海夏によるとi☆Risでのポジションは「努力家」と例えている。大きい仕事があるたびに、芹澤がLINEで応援メッセージを送り、時には長文もあった。普段はわりとサバサバしていることから、あまりそうは見えないが、結構心配してくれて励まされていると茜屋は語る。
芹澤曰くi☆Risにとって転機となった曲は『ドリームパレード』、芹澤自身にとって転機となった曲は『§Rainbow』を挙げている。

### 歌手・アイドルとして
歌手活動における基本的な考え方として、大事にしているのは、自分がアイドルであり、声優であること。アイドルであることは、絶対自分のなかで大事にしておかないといけないと述べている。2ndミニアルバムのジャケットの猫耳の衣装は、「自分がアイドルであり声優である」ことをより鮮明にする意図があったという。かわいらしさを前面に出す一方で、私の普段見せていない部分」を表現する姿勢を心掛けていると述べている。先述のように、自分はすごく自分が好きであることが活動全体における原動力とのことだが、特にライブ中は私が世界一。私が一番輝いていると思いながら歌っているという。理由として、自分が見たいアイドル像を、自分が体現することが大切と思うからと述べている。そのため、「ツイッターで弱音を吐かない」など、自分の中で課している自分ルールが多くあるとのことである。
ソロデビュー後のプレッシャーで落ち込んでいた時に、私立恵比寿中学の曲に励まされた。それまではアイドルのライブを観る機会があまりなかったが、仕事でメンバーの真山りかと共演してからライブを観て、「アイドルすごい！」と感激していた。ソロ活動にも「より一層、ファンの方ひとりひとりを大切にしたい」という気持ちが強くなった。連絡とれず、会いに行くこともできないが、ものすごい熱量で応援してくれた。またファンが、「結婚しました」、「子どもが産まれました」などと教えてくれたという。2021年時点ではファンと会える時間は限られているが、「大切にしていきたい」と語る。
またソロデビューから1年後の2018年に喉の不調に見舞われていたが、ボイストレーニングに通って声の出し方を1から変えたという。それまでは朝起きて現場へ行っていたが、2022年時点では2時間半前に起きて、ストレッチして、声出ししてから現場に行っているという。声をつぶすことがなくなり、仕事が楽しくなったという。
元々職業としてのアイドルがあまり好きではなく、「若くてかわいい子がやっている」、「長くは続かない」のような、漠然とした雑な知識しかなかった。前述のi☆Risになるきっかけになったオーディションも、声優になるために受けていたため、「声優アイドル」になったことは驚いてしまい、色々な思いがあったという。当初は声優の現場で「アイドルやってるの?」と言われるのがすごく嫌であった。始めてみたところ表面上では見えない大変なことがいっぱいあり、「ファンひとりひとりを大切にする姿勢がリスペクトできるな」と思い、2021年時点では、声優とアイドルの職業にも胸を張っているという。
アイドルでも声優でもあり続けたいことが活動全体としての基本姿勢であることを、インタビューで折に触れて言及しており、「アイドルと声優のどっち（の活動）もがんばって、声優業界で初めてアイドルとして胸を張れる声優になりたいと思っています」「いくつになってもアイドルもする！そこは貫きたいなって思います（そのためにもやっぱり声優をちゃんとして、ただアイドルをしている訳じゃないっていうのをわかってもらえるように活動していきたい）」と述べている。2016年12月に、i☆Risとしての日本武道館での公演を実現させたが、2017年のインタビューにおいて、「ソロ歌手として武道館を満員で埋めて、そのステージで歌うことが目標。それを実現させるまでは絶対にやめません、ソロとして武道館で歌うことは、自分の中では『絶対の約束』みたいなものですね」と述べている。その頃、ほかのメンバーと上手くいっておらず、メンバーとの距離を一番感じたていた苦しい時期だったという。その時のMCで涙が止まらなかったといい、山北早紀が「ゆうちゃん、i☆Risでいてくれてありがとう」と言ってくれたという。その時に芹澤は「さきさまがやるなら（自分も）ずっとやるからね」と思っていたという。アイドル活動は作るのではなく「自分を出してありのままの姿をファンの人にも見てもらいたいな」と思っているという。
合言葉は「Seriko is No.1」だが、イベントの『TOKYO IDOL FESTIVAL』に出演していた時にフリップ芸を求められてとっさに思いついたものだった。MCだった指原莉乃がその合言葉をいじっており、そのことについて芹澤は嬉しく、InstagramのIDにしたりライブで使ったりする中で、定着していったと語る。

### 活動全体における基本姿勢・声優として
活動全体における基本姿勢として、仕事中でもオフのときでもいつでもありのままの「芹澤優」でいること自分を見ている人、自分と接している人の記憶に残りたい。そのために、自分自身をよく分析、研究すること逃げない強さを持ち続けることを心掛けているとのことである。本人曰く、子ども時代は自分の声は世界に一つの声だ、みんなよりかわいい声なんだと思っていたというが、養成所で学び、声優として活動するようになり、その認識が違うと思い知らされたという。しかし活動の過程でたとえ自分の声に特徴がないなと思っていても、その声を必要としているキャラクターはいるかもしれない。声質だけでなく、もっと深い演技の部分でキャラクターに命を吹き込むことができるはずと思えるようになり、活動姿勢に変化が出てくるようになったという。また、逃げない強さを持ち続けることを心掛けている理由として、初めて自分で選んで、自分がやりたいって決めたことだから、自分がやると決めたことから、やるのが当たり前と思っているからと述べている。
声優活動も自分を消してキャラクターを演じるのではなく、自分のいい所を出してキャラクターを演じるようになり、アイドル活動から得たものだという。声優としてデビューした当初は、世界で一番自分がかわいいと思ってた、養成所時代は一番優秀だったとのことだが、2017年のインタビューでは悔しさや、仕事に対する葛藤と向き合う日々だった、自分に対する絶対の自信と、絶対的な大好きって気持ちが揺らいだ（活動開始からの）5年間でしたと振り返っている。
2013年から連続して「プリティーシリーズ」に出演したことで、小さい子どもたちから応援メッセージをもらえることが、声優になってよかったとインタビューで語っている。また、卒業した養成所（専門学校）で声優を目指している人たちへ向けた公開ラジオを行う機会があったが、その際に悩み相談コーナーをやったときの相談者の一人が小学校時代の同級生であり、私が出ている養成所のコマーシャルを見て、その同級生は一度はあきらめた声優という夢をもう一度目指す決心をして、その後デビューを叶えたことを公開ラジオを通して知り、自分が声優になることを叶えたことで誰かが諦めた夢を呼び戻すことができて、嬉しくて感動したということを、2015年のインタビューにて述べている。
『プリパラ』の南みれぃ役は「演じているキャラクターの中でも一番人間味を感じる子」と語っている。みれぃ役を演じていた時は当初はクールな委員長としての側面とアイドルらしい側面の二面性に苦労して、2シーズン目は挫折するエピソードが描かれていたため、人間らしく演じなければいけなかったという。毎回違う一面を見せてくれるたびに、「ちゃんと演じきれるのだろうか」と悩んでいたという。共演していた先輩達の芝居を間近で「見て・感じて・学ぶ」という環境があったことから、乗り越えることができたという。長年演じていくうちに、アイドルを一度辞めたりなど、色々な一面を見せてくれて、2022年時点ではその場に存在する一人の女の子のように感じていたという。
みれぃの多面性は、声優としてのキャリアに大きな影響を与え、テレビアニメ『賭ケグルイ』の夢見弖ユメミ役、ゲーム『ヘブンバーンズレッド』の朝倉可憐役など二面性のあるキャラクターを演じる機会が増えたといい、芹澤自身は「みれぃちゃんのおかげで今があるのは間違いないと思います」と語っている。
声優として成長を感じていた原点は大きく2つあり、その時はデビューしてから最初の数年間は「“アイドルの子”だと思われていたらどうしよう、お芝居も上手くない私が相談していいわけない」と先輩に話しかけに行けなかった。
そんな悩みを抱えていた中、芹澤が声優デビュー直後から複数のアニメ作品で共演し、2018年に『3D彼女 リアルガール』でも共演していた先輩声優の寺島拓篤から「すごく成長を感じる」と言ってくれた。その一言を聞いて、「もっと“頑張ろう”」という活力に繋がり救われたという。
また『賭ケグルイ』の夢見弖ユメミ役を演じたことは芝居を大きく成長させた。特に2019年の第2シーズンで主人公の蛇喰夢子役の早見沙織に引っ張ってくれたこと、音響監督の藤田亜紀子が演者の芝居に対してとことん追求してくれたことで「私も負けていられない！戦わなきゃ！」とアドリブが出てきたり、ドスの効いた声が出てきたり、感情を大爆発させる芝居ができたといい、2022年時点でも、同じ芝居をしようとしてもできない気がしていたという。
そんな芝居ができたのは、ユメミの設定と芹澤が近しい境遇だったことも影響し、特に共感したのは「最初はアイドルになる意味なんてない」と思ったが、あのシーンを演じていた時は、「何かが降臨していた」といい、自分の芝居で泣くことはほとんどないが、見返したところ感動して泣いてしまったという。
当初は自分の実力が伴わず、アフレコ現場に行くたびに心底ガッカリしていたが、アイドルとしてステージに立つと「かわいい！大好き！」、「アニメ見ているよ！」と応援してくれたファンの皆がおり、逆にアイドルの仕事で上手くいかない時に、声優の現場が自信をくれた事もあった。どちらの活動もしていたことから、心の健やかさを保つことができ、この相乗効果が、結果的に自身が「アイドル・芹澤優」を認めるきっかけにも繋がっていたという。
さらに、『プリティーシリーズ』で共演していた柿原徹也から「声優もアイドルもどっちもやっていること、純粋にすごいなって思ったよ」と言ってくれた。その時に「そう思ってくれる人がいるんだ」と知れたことで、「声優の活動をアイドルの活動に、アイドルの活動を声優の活動に還元できたらいいな」と声優とアイドルへの両立を前向きにさせてくれたという。
テレビアニメ『ムシブギョー』の一乃谷天間役など少年役も演じており、少年を演じることについては好きで、「自分にはない部分を考えながら演じることが楽しい」という。10歳の男の子役を演じる時は、「10歳の男の子は何を考えてるんだろう？」と想像してみたり、そのくらいの歳の子を観察して、実際に演じる時にもそこから得たものも取り入れている。しかし「こんな男の子ってかわいいよな」という理想とする男の子の要素を盛り込むと演じられるという。

## 人物
座右の銘として、「自分を信じることが最強」を挙げている。理由として、自分を好きになり、自分を信じることができたら、結果に関係なく楽しいと思うからと述べている。そのため、先述のように、自分はすごく自分が好きであることが活動全体における原動力であるという。
前述のとおり、高校在学中に専門学校にも通っていたが、2つの学校に通わせてもらうことに申し訳ない気持ちがあり、親にお金を返そうとアルバイトを始める。アルバイトは回転寿司とハンバーグ店で3ヶ月くらい働いていた。
「優」の名前の由来は母に聞いたところ出生時に母の顔を見て「私は優です」と顔していたからという。

### 性格・特徴
本人曰く、自身の特徴として、無類の目立ちたがり屋負けず嫌いと述べている。高校時代に軽音楽部に所属していたが、毎月1曲、作詞作曲することという課題に対して結局つくらずじまいであった、さんざん逃げ続けた子ども時代だったという。そのため、先述のように、自身の活動姿勢として、逃げない強さを持ち続けることを心掛けているという。
頑張っている人を見ることが自身にとってのやる気スイッチになっているとのことである。本人曰く、2017年9月に三森すずこのライブを鑑賞した際に、そのライブパフォーマンスに衝撃を受けて、私の何倍も忙しい三森さんが何倍も素敵なことをされていると感じたことで、自身の活動姿勢における変化が生まれたという。

### 趣味・嗜好
趣味として料理を挙げており、『声優パラダイスR』での自身の連載記事は、料理が主たるテーマになっている。その他の趣味は魚さばき、猫とあそぶ。特技として、早口言葉を挙げている。好きな曲として、奥華子の「ガーネット」を挙げている。アイドルのメイキング映像を見るのが好きであるという。
「自分の理想のアイドル像をやり続けたい、私が推すアイドルは私でありたい」と思っているため、i☆Risに加入後、芹澤自身が推しと述べている。

### 親族
芹澤は5人兄弟の4番目である。2人の兄、姉、妹がいる。
女優の斉藤由貴は母の妹。2015年11月19日放送の『ミュ〜コミ+プラス』（ニッポン放送）に茜屋日海夏と共にゲスト出演した際、同局で放送されている『オールナイトニッポン MUSIC10』を終えた斉藤がスタジオに登場し、「うちの優をよろしくお願いします」と告げてその場を去った。驚いた共演者らが芹澤に尋ねたところ、斉藤は自身の母の妹であることが明らかとなった。この事実は、同日中に各種ニュースサイトに取り上げられている。本人役を演じた劇場アニメ映画『I☆Ris the Movie -Full Energy!!-』では、『スケバン刑事』のものに酷似したヨーヨーを使って難関を切り抜ける場面がある。

## 出演
太字はメインキャラクター。

### テレビアニメ
2013年
- GON -ゴン-（ベビープースケ、ウサギ2、子プレイリードック）
- プリティーリズム・レインボーライブ（2013年 - 2014年、福原あん）
- ムシブギョー（一乃谷天間）
- 犬とハサミは使いよう（秋月マキシ）
- フリージング ヴァイブレーション（女生徒A）

2014年
- 最強銀河 究極ゼロ 〜バトルスピリッツ〜（ファーリー）
- ウィザード・バリスターズ 弁魔士セシル（ニャニャイー）
- プリパラ（2014年 - 2017年、南みれぃ）
- 寄生獣 セイの格率（真樹子、主婦）
- 異能バトルは日常系のなかで（奈津愛希）

2015年
- 実は私は（白神葉子）
- カードファイト!! ヴァンガードG（少年1、観客C）
- それいけ!アンパンマン（すいせんさん〈2代目〉、ネコ美、マイマイの子供たち（A）〈5代目〉）
- 俺がお嬢様学校に「庶民サンプル」としてゲッツされた件（天空橋愛佳）
- ノラガミ ARAGOTO（文巴）
- 探偵チームKZ事件ノート（武田菜穂）

2016年
- 双星の陰陽師（2016年 - 2017年、音海繭良）
- ラブライブ!サンシャイン!!（2016年 - 2017年、むつ、保母） - 2シリーズ

2017年
- AKIBA'S TRIP -THE ANIMATION-（汐田伊緒）
- アイドル事変（清水由奈）
- 龍の歯医者
- アイドルタイムプリパラ（2017年 - 2018年、南みれぃ、チュッペ）
- 正解するカド（ユキカ）
- 賭ケグルイ（2017年 - 2019年、夢見弖ユメミ） - 2シリーズ
- シルバニアファミリー ミニストーリー（2017年 - 2018年、ショコラウサギの男の子） - 2シリーズ
- ディアホライゾン（被）（レテ）
- ブレンド・S（女子高生）

2018年
- つくるのだいすき!ねんDo!くんとなかまたち（ねんDo!くん）
- キャラとおたまじゃくし島（キャラ）
- 3D彼女 リアルガール（2018年 - 2019年、五十嵐色葉） - 2シリーズ
- LOST SONG（モニカ・ルックス）
- キラッとプリ☆チャン（2018年 - 2021年、赤城あんな）
- 魔法少女サイト（穴沢虹海）
- ガンダムビルドダイバーズ（テラ）
- 中間管理録トネガワ（ざわ…ボイス〈003〉） - 「芹ざわ…優」名義
- 異世界魔王と召喚少女の奴隷魔術（2018年 - 2021年、シェラ・L・グリーンウッド） - 2シリーズ
- 叛逆性ミリオンアーサー（2018年 - 2019年、ブリギッテ） - 2シリーズ

2019年
- 上野さんは不器用（上野）
- KING OF PRISM -Shiny Seven Stars-（福原あん）
- あはれ!名作くん（天の川大学の学生、人魚）

2020年
- SHOW BY ROCK!! ましゅまいれっしゅ!! / STARS!!（2020年 - 2021年、スモモネ） - 2シリーズ
- 群れなせ!シートン学園（苺苺）
- どるふろ -狂乱篇-（FMG-9）
- 歌舞伎町シャーロック（海江田奈緒）
- ブラッククローバー（2020年 - 2021年、ロロペチカ）
- 社長、バトルの時間です!（受付）
- モグモグモギュー（モギュー）
- トニカクカワイイ（2020年 - 2023年、有栖川要） - 2シリーズ

2021年
- やくならマグカップも（久々梨三華） - 2シリーズ
- 戦乙女の食卓II（リリア・アリーン）
- 真の仲間じゃないと勇者のパーティーを追い出されたので、辺境でスローライフすることにしました（2021年 - 2024年、タンタ） - 2シリーズ
- ビルディバイド（2021年 - 2022年、キッカ） - 2シリーズ
- 180秒で君の耳を幸せにできるか?（ナナコ）

2022年
- プリンセスコネクト!Re:Dive Season 2（アヤネ）
- 異世界美少女受肉おじさんと（ムリア）
- ヒロインたるもの!〜嫌われヒロインと内緒のお仕事〜（ゆめる）
- シャインポスト（黒金蓮）
- オリエント（みなみ）
- 4人はそれぞれウソをつく（つばさ〈姉〉）

2023年
- アルスの巨獣（ミャア、イヌかぶり、トラかぶり、トリかぶり、かぶり族）
- 便利屋斎藤さん、異世界に行く（ライチ）
- 魔法少女マジカルデストロイヤーズ（スレイヤー）
- BIRDIE WING -Golf Girls' Story-（アイシャ・カンバッタ）
- 僕の心のヤバイやつ（2023年 - 2024年、金生谷倫） - 2シリーズ
- デッドマウント・デスプレイ（四乃山華月）
- 異世界はスマートフォンとともに。2（ヒルデガルド・ミナス・レスティア）
- 彼女、お借りします（2023年 - 2025年、八重森みに） - 2シリーズ
- てんぷる（蒼葉月夜）
- 自動販売機に生まれ変わった俺は迷宮を彷徨う（2023年 - 2025年、ペル） - 2シリーズ
- 私の推しは悪役令嬢。（レイ＝テイラー〈大橋零〉）
- MFゴースト（2023年 - 2024年、北原望） - 2シリーズ

2024年
- 女神のカフェテラス（ヴァレンティーナ吾妻）
- エグミレガシー（ゴールデンレトリーバー、マラソンガールゆき、モコモコウルフレトリ）
- 菜なれ花なれ（櫛田雅）
- 僕の妻は感情がない（スーパーミーナ）
- 最凶の支援職【話術士】である俺は世界最強クランを従える（アルマ）
- 嘆きの亡霊は引退したい（クリュス・アルゲン）

2025年
- 黒岩メダカに私の可愛いが通じない（川井モナ）
- ギルドの受付嬢ですが、残業は嫌なのでボスをソロ討伐しようと思います（ライラ）
- 不遇職【鑑定士】が実は最強だった（ピナ）
- マジック・メイカー 〜異世界魔法の作り方〜（ラフィーナ）
- 前橋ウィッチーズ（膳栄子）
- 忍者と殺し屋のふたりぐらし（イヅツミマリン）
- ウィッチウォッチ（清宮涼華）
- ニャイト・オブ・ザ・リビングキャット（ツツミ）
- さわらないで小手指くん（北原あおば ）

2026年
- 幼馴染とはラブコメにならない（火威灯）

### 劇場アニメ
- 劇場版 プリティーリズム・オールスターセレクション プリズムショー☆ベストテン（2014年、福原あん[130]）
- プリパラシリーズ（2015年 - 2025年、南みれぃ[131][132][133][134]、福原あん）
- KING OF PRISM -PRIDE the HERO-（2017年、福原あん）
- ラブライブ!サンシャイン!! The School Idol Movie Over the Rainbow（2019年、むつ）
- KING OF PRISM ALL STARS -プリズムショー☆ベストテン-（2020年、シュワルツ親衛隊、観客）
- クラユカバ（2024年、サキ[135]）
- i☆Ris the Movie - Full Energy!! -（2024年、芹澤優[136]）

### OVA
- 姉ログ（2014年、女子生徒・通行人） - コミックス第5・6巻OVA付き限定版
- GO!GO!575（2014年、小野小梅[137]）
- ノゾ×キミ（2014年、綿貫ミレイ[138]） - コミックス第4巻・第5巻DVD付き限定版
- ムシブギョー（2014年 - 2015年、一乃谷天間[139]） - 「常住戦陣!!ムシブギョー」コミックス第15・17巻DVD付き限定版
- 「アルマギア」オリジナルミニアニメーション映像（2019年、ミア[140]） - アルマギア -Project- 6thシングル初回仕様限定盤
- トニカクカワイイ 〜SNS〜（2021年、有栖川要）
- てんぷる（2023年、蒼葉月夜） - 上・下の巻

### Webアニメ
- 弱酸性ミリオンアーサー（2016年、フィロソフィ、デンテンス）
- 爆丸アーマードアライアンス（2020年、パーカー）
- 異世界魔王 ミニアニメ（2021年、シェラ・L・グリーンウッド）
- アイドルランドプリパラ（2021年 - 2022年、南みれぃ）
- 人形学園（2022年、焦りゾンビ、リリア）
- 爆丸エボリューションズ（2022年 - 2023年、エリック〈レッド〉）
- トニカクカワイイ（2022年 - 2023年、有栖川要） - 2シリーズ[一覧 16]
- 彼女、お借りします×てんぷる コラボミニアニメ（2023年、八重森みに、蒼葉月夜）
- 彼女、お借りします ぷち（2023年、八重森みに）
- Fate/Grand Order 藤丸立香はわからない Season2（2024年、曲亭馬琴）

### ゲーム
2013年
- プリティーリズム（あん）
- プリティーリズム・レインボーライブ きらきらマイ☆デザイン（あん）
- ムシブギョー（一乃谷天間）
- メタルマックス4 〜月光のディーヴァ〜（セイラ）

2014年
- 俺タワー -Over Legend Endless Tower-（ペンチ、グルーガン、フロアジャッキ、ロードカッター）
- トイ・ウォーズ（アテナ VoiceSpecial）
- 82Hブロッサム（武田夏実）
- プリパラ（2014年 - 2015年、みれぃ / みなみみれぃ）
- レイちゃん、大気圏に突入する!（DXR-0 レイちゃん）

2015年
- ウチの姫さまがいちばんカワイイ（暦姫 ヨミ・カレンデル）
- オルタンシア・サーガ -蒼の騎士団-（ルイーゼ）
- 乖離性ミリオンアーサー（ベイリン）
- 小林が可愛すぎてツライっ!! ゲームでもキュン萌えMAXが止まらないっ(*´ェ`*)（徳川梓）
- ザクセスヘブン（2015年 - 2016年、しろつめくさ女学院、SG-1000）
- プリンセスコネクト!（北条綾音）
- プリパラ めざせ! アイドル☆グランプリNo.1!（南みれぃ）
- ミラクルガールズフェスティバル（小野小梅）
- ルミナスアーク インフィニティ（アクア）

2016年
- アイドル事変（清水由奈）
- アイドルデスゲームTV（天王寺彩夏）
- アリスオーダー（久我瀬なゆ）
- あんさんぶるガールズ!!（八雲ちづる）
- エンドライド -X fragments-（オリーブ）
- カードファイト!! ヴァンガードG ストライド トゥ ビクトリー!!（佐倉ユイ）
- ガールフレンド（♪）（高良美空）
- ガールフレンド（仮）（高良美空）
- クイズRPG  魔法使いと黒猫のウィズ（2016年 - 2022年、ルオシー・ファラン、ヨミチ・ヨミドノ）
- グリムノーツ（ファム、パック、エメルダ、ヨリンデ）
- Shadowverse（クノイチエッグ、ソウルグラットン、マグナボタニスト、ライトニングシューター）
- 神撃のバハムート（ミツェル）
- SOUL REVERSE ZERO（オルトリンデ、カニディア、シエル・リリー、キャロライン）
- チェインクロニクルV〜絆の新大陸〜（“はじまりの祈念碑”SG-1000）

2017年
- ららマジ（楓智美）
- 双星の陰陽師（音海繭良）
- 武器よさらば（フィオナ）
- エアリアルレジェンズ（カーレン〈赤い靴の少女〉）
- 青空アンダーガールズ!（碓氷律）
- ディアホライゾン（2017年 - 2018年、レテ、ランスロット、ナンナ）
- ミリオンアーサー アルカナブラッド（第二型ベイリン）
- CARAVAN STORIES（モーガ）
- グランブルーファンタジー（2017年 - 2022年、ヴァジラ）

2018年
- プリンセスコネクト！Re:Dive（2018年 - 2024年、アヤネ / 北条綾音）
- TRINITY MASTER（ファタ＝モルガーナ）
- プリパラ オールアイドルパーフェクトステージ!（南みれぃ）
- キラッとプリ☆チャン（2018年 - 2019年、あんな、みれぃ）
- GOD WARS 日本神話大戦（オリヒメ）
- ドールズフロントライン（2018年 - 2019年、FMG-9、PP-19）
- 異世界魔王と召喚少女の奴隷魔術 X Reverie（シェラ・L・グリーンウッド）
- 交響性ミリオンアーサー（コルグリヴァンス）
- テリアサーガ（レイア）
- 月煌-luster-（白月、ローザ）
- 8 beat Story♪（虎牙優衣）
- マップラス+カノジョ（伊野波彩野）
- 賭ケグルイ チーティングアロード（夢見弖ユメミ）
- SHOW BY ROCK!!（アオユーン）
- 叛逆性ミリオンアーサー（ブリギッテ）

2019年
- 共闘ことばRPG コトダマン（イニシアーサー、クチナシ花コ、シュウネン、サフ）
- BORDER BREAK（カノン、マルファ、ハンナ）
- 崩壊3rd（リリア・アリーン）
- フードファンタジー（綿あめ、菱餅）
- グランドサマナーズ（アマネ）
- ラブライブ！ スクールアイドルフェスティバル ALL STARS（むつ）
- 社長、バトルの時間です!（アスミィ）
- WAR OF THE VISIONS ファイナルファンタジー ブレイブエクスヴィアス 幻影戦争（リアート）
- 白猫プロジェクト（リリア）
- 星鳴エコーズ（沖菜命）
- ワールドフリッパー（フィリア、メルスール、コリーナ）

2020年
- ドラガリアロスト（シャオレイ）
- SHOW BY ROCK!! Fes A Live（スモモネ）
- セガNET麻雀 MJ / Arcade（マルファ）
- 戦国アスカZERO（シェラ）
- ブラウンダスト（クレナ）
- クロスクロニクル（リリー）
- ラストオリジン（LRL）
- ブリガンダイン ルーナジア戦記（セレナ）
- Root Film ルートフィルム（曲愛音）
- リトルウィッチアカデミアVR ほうき星に願いを（ネビィ）
- けものフレンズ3（ジャック・オー・ランタン）
- RANBU 三国志乱舞（許チョ）
- ALTDEUS: Beyond Chronos（ジュリィ）
- 星空鉄道とシロの旅（ねり）

2021年
- ゴシックは魔法乙女〜さっさと契約しなさい!〜（アルテア）
- メンヘラフレシア フラワリングアビス（もえこ）
- BLUE REFLECTION TIE/帝（金城勇希）
- アーテリーギア-機動戦姫-（ゴースト）

2022年
- ヘブンバーンズレッド（2022年 - 2025年、朝倉可憐 / カレン）
- モンスターハンターライズ（ラパーチェ） - DLC追加キャラクター
- プリコネ！グランドマスターズ（アヤネ）
- EVE ghost enemies（穂高菜穂）
- ヴェルヴェット・コード（ラフィー459、ポーラ）
- Fate/Grand Order（2022年 - 2023年、曲亭馬琴）
- ディスクロニア:クロノスオルタネイト（アイリ・クローバー）
- メメントモリ（ニーナ）
- 誓約少女 〜祝砲の元に集いし戦姫たち〜（大鳳、妙高、ル・ファンタスク）
- ワッチャプリマジ！スタジオ（ひめめ）
- ドールズフロントライン ニューラルクラウド（咲耶）

2023年
- タワーオブスカイ（コゼット）
- m HOLD'EM（夢見弖ユメミ）
- takt op. 運命は真紅き旋律の街を（ボレロ）
- ワールドダイスター 夢のステラリウム（猫足蕾）
- アイドルランドプリパラ（2023年 - 2024年、南みれぃ）
- レスレリアーナのアトリエ 〜忘れられた錬金術と極夜の解放者〜（2023年 - 2024年、“鴉” / ヨハナ）

2024年
- ウマ娘 プリティーダービー（ジェンティルドンナ）
- ひみつのアイプリ / アイプリバース（マイキャラボイス〈ゆうが〉） - 2作品
- 勝利の女神:NIKKE（ベイ）
- 学園アイドルマスター（2024年 - 2025年、ビジュアルトレーナー、白草月花）
- ポケモンマスターズEX（ナタネ〈2代目〉）
- De:Lithe Last Memories（レン・ルォシー）
- ゼンレスゾーンゼロ（ニコ・デマラ）
- 彼女、お借りします 〜水平線と水着の彼女〜（八重森みに）

2025年
- プロジェクトセカイ カラフルステージ! feat. 初音ミク（ひかりん）
- シャインポスト Be Your アイドル!（黒金蓮）
- 新月同行（甘霖）

### ドラマCD
- セガ・ハード・ガールズ ドラマCD「アイドルオーディション」（SG-1000[233]）
- バロックナイト ドラマCD #1 Voice Of Baroque：天使追憶（天野綾乃[234]）
- 四十五番目の話
  - 第二巻 第三話「追いかける女」（吉沢優子[235]）
  - 第四巻 第八話「旧校舎のトイレ」（美穂）
- 第38期藍本女子高等学校生徒会活動日誌 あいぽん（葉山泉） - i☆Ris 2nd Anniversary Live〜Dream Evolution〜入場者に配布された非売品、漫画単行本の付属ドラマCD
- モモキュンソード すぺしゃるCD「桃」（あんず）
- プリンセスコネクト！Re:Dive PRICONNE CHARACTER SONG 07（2019年、アヤネ）
- ポピーのスカート（2019年、綾瀬れい[236]）
- 異世界はスマートフォンとともに。（2019年 - 2022年、ヒルデガルド・ミナス・レスティア） - 小説第19・26巻ドラマCD付き特装版
- 最強職《竜騎士》から初級職《運び屋》になったのに、なぜか勇者達から頼られてます ドラマCD 星降る都市の旅立ち前日（2020年、バーゼリア・ハイドランティア）

### オーディオドラマ
- 四十五番目の話（2014年、吉沢優子、美穂[237][238][239]）
- おしごとねいろ 〜キャバクラ嬢編〜（2021年、咲莉愛[240]）
- 180秒で君の耳を幸せにできるか? 双子ちゃんは左右を同時に癒せるか?（2021年、ナナコ）
- 癒やされながら身なりが整っちゃうヘッドスパ美容院〜清楚ギャルしずくと、モデル系美女りさ〜（2021年、しずく[241]）

### デジタルコミック
- comico ボイスコミック となりの席の小林さん。（2019年、小林凪[242]）
- ぱちん娘。（2021年 - 2022年、あおい[243]）
- PPPPPP（2021年、古須亜子）
- キング様のいちばん星（2021年、七尾星来[244]）

### オーディオブック
- プリズム（2017年）
- 最強職《竜騎士》から初級職《運び屋》になったのに、なぜか勇者達から頼られてます 1〜2巻（2019年 - 2022年、バーゼリア[245]）
- 初恋芸人（2020年、市川理紗）
- 第2回izure大賞オーディオブック（2020年、朗読[246]）
  - 友達の子供がかわいくない。
  - 10年前の私へ
  - きつねのお面
  - ひとくちラノベ・空
- クズと天使の二周目生活 2巻（2021年、紅羽[247]）
- 北海道の現役ハンターが異世界に放り込まれてみた（2022年、サラン[248]）

### 吹き替え

#### 映画
- ジュラシック・アイランド（2015年、キャサリン・ローズ・トンプソン〈ケイト・ラスムセン〉）
- ジェサベル（2015年、ジェサベル〈サラ・スヌーク〉）
- かけがえのない人（2016年、高校生時代のアマンダ・コリアー〈リアナ・リベラト〉）
- ザ・ボディガード（2018年、エラ・ハットー〈オデイア・ラッシュ〉[249]）
- 炎のドラゴンと秘密の少女（2021年、サラ〈イシャー・ザイナブ・カーン〉）

#### ドラマ
- フーディーニ 幻想に生きた奇術師（2015年、少年時代のハリー）

#### アニメ
- サミーとシェリー 七つの海の大冒険（2014年、小さいレイ[250]）
- サミーとシェリー2 僕らの脱出大作戦（2015年、リッキー）
- FLY!/フライ!（2024年、キム[251]）

### 舞台
- ライブミュージカル「プリパラ」み〜んなにとどけ！プリズム☆ボイス（Zeppブルーシアター六本木、2016年2月4日 - 7日） - 南みれぃ 役[252]
- 2016年ハイブリッド・アミューズメント・ショウbpm本公演 舞台『アヴェ・マリターレ!』（紀伊國屋サザンシアター、2016年3月17日 - 21日）[253]
- ライブミュージカル「プリパラ」み〜んなにとどけ！プリズム☆ボイス2017（Zeppブルーシアター六本木、2017年1月26日 - 29日） - 南みれぃ 役[254]
- ニッポン朗読アカデミー プレビュー公演 朗読劇「謎解きはディナーのあとで」（ニッポン放送 イマジンスタジオ、2017年11月23日 - 26日・12月2日・3日）[255]
- 朗読劇「私の頭の中の消しゴム 10th letter」（よみうり大手町ホール、2018年4月27日・29日） - 薫 役[256]

### ラジオ
※はインターネット配信。
- i☆Ris 芹澤優のせりざわーるど with you（2013年 - 、ラジオ日本）[257]
- A&G ARTIST ZONE i☆Risの2h（2013年 - 2014年、超!A&G+※）※i☆Risメンバーによる交代制パーソナリティ[258]
- ニッポン朗読アカデミー（2013年 - 2016年、ラジオ大阪、Radital、HiBiKi Radio Station※、ニコニコ動画ラジオ大阪チャンネル※）[259]
- あませらげ!東京!（2014年、超!A&G+※）※DXR-0（通称レイちゃん）役として出演[260]
- セハガールのハードなSEGA情報RADIO「セハラジ」（2014年・2016年、超!A&G+※）
- DIVE II Station NewGenerations!（2015年、文化放送）※2015年1月度パーソナリティ
- ルミナスアーク インフィニティ 詩と願いで紡ぐラジオ（2015年、音泉※、HiBiKi Radio Station※）[261]
- 実は私はらじお（2015年、ラジオ大阪、HiBiKi Radio Station※）[262]
- 俺がお嬢様学校に「庶民サンプル」としてゲッツされたラジオ（2015年 - 2016年、音泉※）[263]
- 田中あいみ・芹澤優のディアホラジオ（2017年、文化放送）[264]
- 3D彼女放送局（2018年、YouTube※）[265]
- 芹澤優のVtuberとあ〜そぼっ!（2018年、超!A&G+※）[266][267]
- わきことせりこ（2019年 - 、HiBiKi Radio Station※）[268]
- やくならマグカップも〜織部学園放送室〜（2021年 - 、CBCラジオ）[269]
- 芹澤優と古賀葵のヘブンバーンズレディオ（2022年 - 、文化放送・超!A&G+）[270]
- A&G TRIBAL RADIO エジソン（2025年 - 、文化放送・QloveR※）[271]

### ラジオCD
- ニッポン朗読アカデミー 活動報告その1
- 変態音響監督ヨシダ vs ニッポン朗読アカデミー VOL.2

### テレビ
- アニメマシテ（テレビ東京：2014年8月25日、9月1日）MC
- アニソン・ハンター（BSフジ：2014年10月8日 - 2015年9月19日）MC
- アニ☆ステ（日本テレビ：2018年7月）
- 無敵のボイス（NHK Eテレ：2023年3月23日・30日）「おじさんのための萌え声講座」講師[272]

### インターネットテレビ
- 映見とマキシは使いよう（2013年、ニコニコチャンネル）
- けやき坂アベニュー（2017年7月16日 - 2018年4月1日、AbemaTV） - MC[273][274]
- 原宿アベニュー（2017年9月16日、11月18日、12月2日、AbemaTV） - MC
- アニュータ Presents 高槻かなこ 芹澤優のパーティー！パーティー！パーティー！（2018年2月 - 、ニコニコ生放送・YouTube Live）基本的に月1回。
- 異世界魔王と芹澤優と和氣あず未（2018年6月28日 - 10月5日、HiBiKi Radio Station）[275]
- ガチi☆Ris（2019年 - 2020年、ニコニコチャンネル）[276]
- グッスマTV!sideA（2020年 - 2021年、YouTube）[277]
- 声優と夜あそび （2024年 - 、ABEMA） - MC[278]

### 映像商品
- 金朋声優ラボ Vol.4（2014年）ゲスト[279]

### その他コンテンツ
- 姉ログ 靄子姉さんの止まらないモノローグ（女子生徒、通行人）
- 我が愛しのヲタ彼女PV（白石 雪）
- DXR-0 レイちゃん（DAXELイメージキャラクター）[260]
- 小学館 少年サンデー「アニサン」プロジェクト（2014年、「アニサン」宣伝大使[280]）
- Web CM ポッカサッポロフード&ビバレッジ「辛王」（2016年[281]）
- パチスロ プリシラと魔法の本（2016年、桃太郎[282]）
- パチスロ シンデレラブレイド3（2017年、スピネル）
- GANMA! 読切マンガ祭 夏の31連弾（2019年、ナレーション）[283]
- 絶対ハッピーエンドになる三角関係 PV（2020年、うさ[284]）
- Princess Letter(s)! フロムアイドル（2021年、金魚鉢たより[285]）
- 十五少女（2021年、白鳥アリス[286]）

## ディスコグラフィ

### シングル
|        | 発売日         | タイトル                                                  | 規格品番     | 規格品番     | 規格品番   | 規格品番   | オリコン 最高位 |
| CD+DVD | 発売日         | タイトル                                                  | CD+BD        | アニメ盤     | CD         |            | オリコン 最高位 |
| ------ | -------------- | --------------------------------------------------------- | ------------ | ------------ | ---------- | ---------- | --------------- |
| 1st    | 2018年7月25日  | 最悪な日でもあなたが好き。                                |              | EYCA-11968/B |            | EYCA-11969 | 17位            |
| 2nd    | 2019年11月27日 | デビきゅー                                                | EYCA-12752/B |              | EYCA-12753 | EYCA-12754 | 20位            |
| 3rd    | 2021年5月19日  | EVERYBODY! EVERYBODY!/YOU YOU YOU （with DJ KOO & MOTSU） | EYCA-13371/B | EYCA-13372/B |            | EYCA-13373 | 29位            |
| 4th    | 2023年10月18日 | JUNGLE FIRE feat. MOTSU                                   | EYCA-14174/B | EYCA-14175/B | EYCA-14176 | 17位       |                 |
| 5th    | 2024年10月30日 | ROCK ME KISS ME feat. MOTSU                               | EYCA-14479/B | EYCA-14480/B | EYCA-14481 | 22位       |                 |

### ミニアルバム
|       | 発売日         | タイトル           | 規格品番     | 規格品番   | オリコン 最高位 |
| CD+BD | 発売日         | タイトル           | CD           |            | オリコン 最高位 |
| ----- | -------------- | ------------------ | ------------ | ---------- | --------------- |
| 1st   | 2017年4月26日  | YOU&YOU            | EYCA-11343/B | EYCA-11344 | 46位            |
| 2nd   | 2017年11月29日 | only you? only me! | EYCA-11760/B | EYCA-11761 | 37位            |

### フルアルバム
|       | 発売日        | タイトル  | 規格品番     | 規格品番   | オリコン 最高位 |
| CD+BD | 発売日        | タイトル  | CD           |            | オリコン 最高位 |
| ----- | ------------- | --------- | ------------ | ---------- | --------------- |
| 1st   | 2022年10月5日 | YOUr No.1 | EYCA-13826/B | EYCA-13827 | 18位            |

### 映像作品
|     | 発売日        | タイトル                                              | 規格品番   | 規格品番     |
| BD  | 発売日        | タイトル                                              | DVD        |              |
| --- | ------------- | ----------------------------------------------------- | ---------- | ------------ |
| 1st | 2020年6月3日  | Yu Serizawa 1st Live Tour 2019 〜ViVid♡コンタクト！〜 | EYBA-12989 | EYBA-12987/8 |
| 2nd | 2022年4月20日 | Yu Serizawa 2nd Live Tour 2021 好きな人がいるだけで   | EYXA-13717 | EYBA-13716   |

### タイアップ
| 楽曲                                         | タイアップ                                                        | 時期   |
| -------------------------------------------- | ----------------------------------------------------------------- | ------ |
| 最悪な日でもあなたが好き。                   | テレビアニメ『異世界魔王と召喚少女の奴隷魔術』エンディングテーマ  | 2018年 |
| デビきゅー                                   | テレビアニメ『魔入りました！入間くん』エンディングテーマ          | 2019年 |
| EVERYBODY! EVERYBODY!（with DJ KOO & MOTSU） | テレビアニメ『異世界魔王と召喚少女の奴隷魔術Ω』オープニングテーマ | 2021年 |
| YOU YOU YOU（with DJ KOO & MOTSU）           | テレビアニメ『異世界魔王と召喚少女の奴隷魔術Ω』エンディングテーマ | 2021年 |
| JUNGLE FIRE feat. MOTSU                      | テレビアニメ『MFゴースト』オープニングテーマ                      | 2023年 |
| ROCK ME KISS ME feat. MOTSU                  | テレビアニメ『MFゴースト 2nd Season』オープニングテーマ           | 2024年 |
| 告白                                         | TBS系情報ワイド番組『ひるおび』12月度エンディングテーマ           | 2024年 |

### キャラクターソング
| 発売日         | 商品名 | 歌 | 楽曲 | 備考                                                                                     |
| -------------- | --- | --- | --- | ---------------------------------------------------------------------------------------- |
| 2013年6月26日  | プリティーリズム・レインボーライブ プリズム☆ソロコレクション                                                                   | 福原あん（芹澤優） | 「Sweet time Cooking magic 〜胸ペコなんです私って〜」 | テレビアニメ『プリティーリズム・レインボーライブ』挿入歌                                 |
| 2013年7月17日  | わんわんわんわんN_1!! | 犬っ娘くらぶ | 「わんわんわんわんN_1!!」 | テレビアニメ『犬とハサミは使いよう』オープニングテーマ                                   |
| 2013年7月17日  | わんわんわんわんN_1!! | 秋月マキシ（芹澤優） | 「レモネイドスキャンダル」 | テレビアニメ『犬とハサミは使いよう』エンディングテーマ                                   |
| 2013年9月11日  | 犬とハサミは使いよう キャラクターミニアルバム「Shining!!」秋月マキシ                                                           | 秋月マキシ（芹澤優） | 「わんわんわんわんN_1!!」 「マジカル☆ラブ」 「KIRA-KIRAしましょう?」 「outshine」 「レモネイドスキャンダル ウィズ メン イン ブラック」                                                     | テレビアニメ『犬とハサミは使いよう』関連曲                                               |
| 2013年12月18日 | プリティーリズム・レインボーライブ プリズム☆ユニットコレクション                                                               | ハッピーレイン♪ | 「I Wannabee myself!! 〜自分らしくいたい!〜」 | テレビアニメ『プリティーリズム・レインボーライブ』エンディングテーマ                     |
| 2013年12月18日 | プリティーリズム・レインボーライブ プリズム☆ユニットコレクション                                                               | ハッピーレイン♪ | 「どしゃぶりHAPPY!」 | テレビアニメ『プリティーリズム・レインボーライブ』挿入歌                                 |
| 2014年2月19日  | プリティーリズム・レインボーライブ プリズム☆デュオコレクション                                                                 | 福原あん（芹澤優）、森園わかな（内田真礼） | 「cherry-picking days」 | テレビアニメ『プリティーリズム・レインボーライブ』挿入歌                                 |
| 2014年10月22日 | GO!GO!575 サウンド&ムービーコレクション                                                                                        | 小野小梅（芹澤優） | 「コトバ・デ・ダンシング」 | テレビアニメ『GO!GO!575』エンディングテーマ                                              |
| 2014年10月22日 | GO!GO!575 サウンド&ムービーコレクション                                                                                        | うたよめ575 | 「コトバ・サガシタイ」 | テレビアニメ『GO!GO!575』関連曲                                                          |
| 2014年10月22日 | Blooming!!/若い力 -SEGA HARD GIRLS MIX-                                                                                        | SC-3000（相沢舞）、SG-1000（芹澤優）、SG-1000II（大空直美）、ゲームギア（田中美海）、ロボピッチャ（もものはるな） | 「若い力 -SEGA HARD GIRLS MIX-」 | テレビアニメ『Hi☆sCoool! セハガール』エンディングテーマ                                  |
| 2014年11月26日 | プリパラ アイドルソング♪コレクション byらぁら&みれぃ&そふぃ                                                                    | 真中らぁら（茜屋日海夏）、南みれぃ（芹澤優） | 「ま〜ぶるMake up a-ha-ha!」 | テレビアニメ『プリパラ』挿入歌                                                           |
| 2014年11月26日 | プリパラ アイドルソング♪コレクション byらぁら&みれぃ&そふぃ                                                                    | SoLaMi♡SMILE | 「Pretty Prism Paradise!!!」 | テレビアニメ『プリパラ』挿入歌                                                           |
| 2015年3月18日  | プリパラ アイドルソング♪コレクション bySoLaMi♡SMILE&北条コスモ&ファルル                                                        | SoLaMi♡SMILE | 「HAPPYぱLUCKY」 | テレビアニメ『プリパラ』挿入歌                                                           |
| 2015年4月2日   | プリパラ ヘッドフォン&プリパラゲームミュージックコレクション プレミアムセット 付属CD「プリパラゲームミュージックコレクション」 | らぁら（茜屋日海夏）、みれぃ（芹澤優）、そふぃ（久保田未夢） | 「GoGo!プリパライフ」 | ゲーム『プリパラ』関連曲                                                                 |
| 2015年6月17日  | プリパラ☆ミュージックコレクション                                                                                              | SoLaMiDressing | 「Love friend style」 「Realize!」 | テレビアニメ『プリパラ』挿入歌                                                           |
| 2015年6月17日  | プリパラ☆ミュージックコレクション                                                                                              | SoLaMiDressing&Falulu | 「Make it!」 | テレビアニメ『プリパラ』挿入歌                                                           |
| 2015年7月22日  | 実は私は キャラクターソング Vol.1                                                                                              | 白神葉子（芹澤優）、紫々戸獅穂（内田彩）、藍澤渚（水瀬いのり）、朱美みかん（上田麗奈） | 「トロピカルシスターズ」 | テレビアニメ『実は私は』関連曲                                                           |
| 2015年7月22日  | 実は私は キャラクターソング Vol.1                                                                                              | 白神葉子（芹澤優）、紫々戸獅穂（内田彩） | 「Starting Hearts」 | テレビアニメ『実は私は』関連曲                                                           |
| 2015年7月22日  | 実は私は キャラクターソング Vol.1                                                                                              | 白神葉子（芹澤優） | 「絶対秘密主義」 | テレビアニメ『実は私は』関連曲                                                           |
| 2015年8月26日  | プリパラ アイドルソング♪コレクションbyそらマゲドン・み                                                                         | そらマゲドン・み | 「ラッキー！サプライズ☆バースデイ」 | テレビアニメ『プリパラ』挿入歌                                                           |
| 2015年9月11日  | 劇場版プリパラ み〜んなあつまれ！プリズム☆ツアーズ テラコズミック☆スペシャルツアーセット 特典CD                                | SAINTS、SoLaMiDressing | 「Make it! -SAINTS & SoLaMiDressing ver.-」 | 劇場アニメ『劇場版プリパラ み〜んなあつまれ！プリズム☆ツアーズ』挿入歌                   |
| 2015年11月25日 | レインボウ・メロディー♪ | プリパラドリーム☆オールスターズ | 「レインボウ・メロディー♪」 | テレビアニメ『プリパラ』エンディングテーマ                                               |
| 2015年11月25日 | レインボウ・メロディー♪ | SoLaMiDressing | 「ラッキー！サプライズ☆バースデイ –for Laala-」 | テレビアニメ『プリパラ』挿入歌                                                           |
| 2016年6月22日  | プリパラ☆ミュージックコレクション season.2                                                                                     | 南みれぃ（芹澤優） | 「ぷりっとぱ〜ふぇくと」 | テレビアニメ『プリパラ』挿入歌                                                           |
| 2016年6月22日  | プリパラ☆ミュージックコレクション season.2                                                                                     | ふれんど〜る、セレパラ歌劇団 | 「アラウンド・ザ・プリパランド！」 | テレビアニメ『プリパラ』挿入歌                                                           |
| 2016年6月22日  | プリパラ☆ミュージックコレクション season.2                                                                                     | ふれんど〜る | 「ドリームパレード」 | テレビアニメ『プリパラ』挿入歌                                                           |
| 2016年9月30日  | 映画プリパラ み〜んなのあこがれ♪レッツゴー☆プリパリ Blu-ray 初回生産限定特装版 特典CD                                          | プリパラ☆オールアイドル's | 「オールアイドル組曲 プリシャス♪」 | 劇場アニメ『映画プリパラ み〜んなのあこがれ♪レッツゴー☆プリパリ』挿入歌                  |
| 2016年10月19日 | 『プリシラと魔法の本』コンピレーショントラック                                                                                 | 桃太郎（芹澤優） | 「金糸雀」 | パチスロ『プリシラと魔法の本』関連曲                                                     |
| 2016年11月23日 | Growin' Jewel! | SoLaMiDressing | 「Growin' Jewel!」 | テレビアニメ『プリパラ』エンディングテーマ                                               |
| 2016年11月23日 | Growin' Jewel! | SoLaMi♡SMILE | 「Growin' Jewel!」 | テレビアニメ『プリパラ』エンディングテーマ                                               |
| 2016年12月23日 | プリパラソング♪コレクション 1stステージ                                                                                        | SoLaMi♡SMILE | 「トライアングル・スター」 | テレビアニメ『プリパラ』挿入歌                                                           |
| 2016年12月25日 | PriPara Music Collection vol.1                                                                                                 | みれぃ（芹澤優） | 「GoGo!プリパライフ」 「トイトイ☆テイル」 「ぎゃっぷりぷりっぷー」 | ゲーム『プリパラ』関連曲                                                                 |
| 2016年12月25日 | PriPara Music Collection vol.1                                                                                                 | らぁら（茜屋日海夏）、みれぃ（芹澤優）、そふぃ（久保田未夢） | 「トイトイ☆テイル」 「ぎゃっぷりぷりっぷー」 | ゲーム『プリパラ』関連曲                                                                 |
| 2016年12月25日 | PriPara Music Collection vol.2                                                                                                 | らぁら（茜屋日海夏）、みれぃ（芹澤優）、そふぃ（久保田未夢） | 「クール・スター 」 | ゲーム『プリパラ』関連曲                                                                 |
| 2016年12月25日 | PriPara Music Collection vol.2                                                                                                 | らぁら（茜屋日海夏） | 「クール・スター 」 「ハロハロフレンズ」 | ゲーム『プリパラ』関連曲                                                                 |
| 2016年12月25日 | PriPara Music Collection vol.2                                                                                                 | らぁら（茜屋日海夏）、みれぃ（芹澤優）、そふぃ（久保田未夢）、シオン（山北早紀）、ドロシー（澁谷梓希）、レオナ（若井友希） | 「ハロハロフレンズ 」 | ゲーム『プリパラ』関連曲                                                                 |
| 2017年3月22日  | Green Fairy | カーバンクル | 「Green Fairy」 | テレビアニメ『アイドル事変』挿入歌                                                       |
| 2017年3月22日  | Green Fairy | カーバンクル | 「ワンダーランドの角砂糖」 | ゲーム『アイドル事変』関連曲                                                             |
| 2017年4月19日  | ガールフレンド（仮） キャラクターソングシリーズ Vol.04                                                                         | チーム Merry Xmas! | 「オリジナル☆クリスマス♪」 | ゲーム『ガールフレンド（♪）』関連曲                                                      |
| 2017年4月19日  | 劇場版プリパラ み〜んなでかがやけ！キラリン☆スターライブ！ SONG COLLECTION                                                     | SoLaMi♡SMILE | 「Ready Smile!!」 | 劇場アニメ『劇場版プリパラ み〜んなでかがやけ！キラリン☆スターライブ！』挿入歌           |
| 2017年4月19日  | 劇場版プリパラ み〜んなでかがやけ！キラリン☆スターライブ！ SONG COLLECTION                                                     | 南みれぃ（芹澤優） | 「TRIal HEART 〜恋の違反チケット〜」 | 劇場アニメ『劇場版プリパラ み〜んなでかがやけ！キラリン☆スターライブ！』挿入歌           |
| 2017年4月19日  | 劇場版プリパラ み〜んなでかがやけ！キラリン☆スターライブ！ SONG COLLECTION                                                     | スーパープリパラ☆オールアイドル's | 「ぷりぱら☆ララン」 | 劇場アニメ『劇場版プリパラ み〜んなでかがやけ！キラリン☆スターライブ！』挿入歌           |
| 2017年6月30日  | プリパラ ULTRA MEGA MIX COLLECTION                                                                                             | SoLaMiDressing、ファルル（赤﨑千夏） | 「Make it!（90'S Pop Techno Remix）」 | テレビアニメ『プリパラ』関連曲                                                           |
| 2017年6月30日  | プリパラ ULTRA MEGA MIX COLLECTION                                                                                             | SoLaMi♡SMILE | 「Pretty Prism Paradise!!!（Y&Co. d'n'b Remix）」 | テレビアニメ『プリパラ』関連曲                                                           |
| 2017年6月30日  | プリパラ ULTRA MEGA MIX COLLECTION                                                                                             | 真中らぁら（茜屋日海夏）、南みれぃ（芹澤優) | 「ま～ぶるMake up a-ha ha!（Hyper Techno Remix）」 | テレビアニメ『プリパラ』関連曲                                                           |
| 2017年6月30日  | プリパラ ULTRA MEGA MIX COLLECTION                                                                                             | SoLaMiDressing | 「Love friend style（DJ Shimamura's Hardcore Rave Remix）」 | テレビアニメ『プリパラ』関連曲                                                           |
| 2017年7月23日  | GAME PriPara Music Collection vol.3                                                                                            | らぁら（茜屋日海夏）、みれぃ（芹澤優）、そふぃ（久保田未夢） | 「みんなのプリパラメドレーvol.1 〜ちょうちょう / むすんでひらいて / どんぐりころころ〜」                                                                                                   | ゲーム『プリパラ』関連曲                                                                 |
| 2017年7月23日  | GAME PriPara Music Collection vol.3                                                                                            | みれぃ（芹澤優） | 「みんなのプリパラメドレーvol.1 〜ちょうちょう / むすんでひらいて / どんぐりころころ〜」                                                                                                   | ゲーム『プリパラ』関連曲                                                                 |
| 2017年7月26日  | アイドル:タイム!! | SoLaMiDressing | 「アイドル:タイム!!」 | テレビアニメ『アイドルタイムプリパラ』エンディングテーマ                                 |
| 2017年8月23日  | シンデレラブレイド3 Big Bonus Music                                                                                            | スピネル（芹澤優） | 「夏恋クレッシェンド」 | パチスロ『シンデレラブレイド3』関連曲                                                    |
| 2017年9月20日  | プリパラ☆ミュージックコレクション season.3                                                                                     | SoLaMi♡SMILE、ジュリィ（上田麗奈）、ジャニス（豊崎愛生） | 「組曲フォーエバー☆フレンズ〜第一楽章〜「I FRIEND YOU!」 〜第二楽章〜「LOVE IS FRIEND」」                                                                                                  | テレビアニメ『プリパラ』挿入歌                                                           |
| 2017年9月20日  | プリパラ☆ミュージックコレクション season.3                                                                                     | SoLaMi♡SMILE、Dressing Pafé、NonSugar、Tricolore、Gaarmageddon、UCCHARI BIG-BANGS | 「組曲フォーエバー☆フレンズ〜インターリュード〜「メモリーズ・メドレー」」 「組曲フォーエバー☆フレンズ〜第三楽章〜「My Friend, Dear Friend」 〜第四楽章〜「ウィー・アー・ザ・フレンズ！」」 | テレビアニメ『プリパラ』挿入歌                                                           |
| 2017年12月8日  | プリパラ ULTRA MEGA MIX COLLECTION Vol.2                                                                                       | ふれんど〜る | 「ドリームパレード（DJ BOSS 90's Pop Techno Remix）」 | テレビアニメ『プリパラ』関連曲                                                           |
| 2017年12月8日  | プリパラ ULTRA MEGA MIX COLLECTION Vol.2                                                                                       | SoLaMi♡SMILE | 「HAPPYぱLUCKY（DJ BOSS LUCKY EUROBEAT Remix）」 「トライアングル・スター（DJ BOSS STAR EUROBEAT Remix）」                                                                                 | テレビアニメ『プリパラ』関連曲                                                           |
| 2017年12月8日  | プリパラ ULTRA MEGA MIX COLLECTION Vol.2                                                                                       | SoLaMiDressing | 「ラッキー！サプライズ☆バースデイ（Y&Co. 80's Factory Remix）」 | テレビアニメ『プリパラ』関連曲                                                           |
| 2017年12月8日  | プリパラ ULTRA MEGA MIX COLLECTION Vol.2                                                                                       | ふれんど〜る、セレパラ歌劇団 | 「アラウンド・ザ・プリパランド！（DJ BOSS Cyber Remix）」 | テレビアニメ『プリパラ』関連曲                                                           |
| 2017年12月10日 | GAME PriPara Music Collection vol.4                                                                                            | らぁら（茜屋日海夏）、みれぃ（芹澤優）、そふぃ（久保田未夢） | 「トモチケこうかんダンス「パキら〜ろ！」」 | ゲーム『プリパラ』関連曲                                                                 |
| 2017年12月10日 | GAME PriPara Music Collection vol.4                                                                                            | みれぃ（芹澤優） | 「トモチケこうかんダンス「パキら〜ろ！」」 「Yeah!Yeah!☆IDOLPARTY」 | ゲーム『プリパラ』関連曲                                                                 |
| 2017年12月10日 | GAME PriPara Music Collection vol.4                                                                                            | らぁら（茜屋日海夏）、みれぃ（芹澤優）、そふぃ（久保田未夢）、シオン（山北早紀）、ドロシー（澁谷梓希）、レオナ（若井友希） | 「Yeah!Yeah!☆IDOLPARTY」 | ゲーム『プリパラ』関連曲                                                                 |
| 2018年1月26日  | プリパラ ULTRA MEGA MIX COLLECTION Vol.3                                                                                       | SoLaMi♡SMILE | 「Ready Smile!!（DJ BOSS SMILE EUROBEAT Remix）」 | テレビアニメ『プリパラ』関連曲                                                           |
| 2018年1月26日  | プリパラ ULTRA MEGA MIX COLLECTION Vol.3                                                                                       | SoLaMiDressing | 「Growin' Jewel!（Y&Co. 80's Eurobeat Remix）」 | テレビアニメ『プリパラ』関連曲                                                           |
| 2018年1月26日  | プリパラ ULTRA MEGA MIX COLLECTION Vol.3                                                                                       | 南みれぃ（芹澤優） | 「TRIal HEART 〜恋の違反チケット〜（DJ BOSS HEART EUROBEAT Remix）」 | テレビアニメ『プリパラ』関連曲                                                           |
| 2018年1月26日  | プリパラ ULTRA MEGA MIX COLLECTION Vol.3                                                                                       | スーパープリパラ☆オールアイドル's | 「ぷりぱら☆ララン（DJ Noriken Hardcore Mix）」 | テレビアニメ『プリパラ』関連曲                                                           |
| 2018年1月24日  | 賭ケグルイノ音 -Notes for “kakegurui”-                                                                                         | 蛇喰夢子（早見沙織）、夢見弖ユメミ（芹澤優） | 「恋のロシアンルーレット」 | テレビアニメ『賭ケグルイ』エンディングテーマ                                             |
| 2018年1月31日  | Journey to the Sunshine | Aqoursと浦の星の仲間たち | 「勇気はどこに？君の胸に！」 | テレビアニメ『ラブライブ！サンシャイン!!』第2期エンディングテーマ                        |
| 2018年4月20日  | ...私だけ見てて♡ | 穴沢虹海（芹澤優） | 「...私だけ見てて♡」 | テレビアニメ『魔法少女サイト』エンディングテーマ                                         |
| 2018年4月20日  | ...私だけ見てて♡ | 穴沢虹海（芹澤優） | 「お・ぼ・え・テ・て」 | テレビアニメ『魔法少女サイト』関連曲                                                     |
| 2018年6月27日  | アイドルタイムプリパラ☆ミュージックコレクション                                                                                | SoLaMiDressing | 「Memorial」 | テレビアニメ『アイドルタイムプリパラ』挿入歌                                             |
| 2018年8月29日  | キラッとプリ☆チャン♪ソングコレクション〜1stチャンネル〜                                                                        | 赤城あんな（芹澤優）、緑川さら（若井友希） | 「Play Sound☆」 | テレビアニメ『キラッとプリ☆チャン』挿入歌                                                |
| 2018年8月29日  | DeCIDE | SUMMONERS 2+ | 「DeCIDE」 | テレビアニメ『異世界魔王と召喚少女の奴隷魔術』オープニングテーマ                         |
| 2018年8月29日  | DeCIDE | SUMMONERS 2+ | 「イルメナイト」 | テレビアニメ『異世界魔王と召喚少女の奴隷魔術』関連曲                                     |
| 2018年9月26日  | LOST SONG Blu-ray BOX 〜Full Orchestra〜 特典CD                                                                                | リン（鈴木このみ）、モニカ・ルックス（芹澤優） | 「癒やしの歌 〜悲しみの向こうで〜」 「風の理 〜壁を越えて〜」 「大地に抱かれ」 | テレビアニメ『LOST SONG』挿入歌                                                          |
| 2018年11月28日 | アイドルタイムプリパラ ULTRA MEGA MIX COLLECTION                                                                               | SoLaMiDressing | 「Memorial（Y&Co. Eurobeat Remix）」 | テレビアニメ『アイドルタイムプリパラ』関連曲                                             |
| 2018年11月28日 | KI-te MI-te HIT PARADE! | パーリィ☆フェアリィ | 「KI-te MI-te HIT PARADE!」 | テレビアニメ『叛逆性ミリオンアーサー』エンディングテーマ                                 |
| 2018年12月5日  | キラッとプリ☆チャン♪ソングコレクション〜2ndチャンネル〜                                                                        | メルティックスター | 「COMETIC SILHOUETTE」 | テレビアニメ『キラッとプリ☆チャン』挿入歌                                                |
| 2019年1月30日  | プリンセスコネクト！Re:Dive PRICONNE CHARACTER SONG 07                                                                         | アヤネ（芹澤優）、クルミ（植田佳奈） | 「Ding Dong Holy Night♪」 | ゲーム『プリンセスコネクト！Re:Dive』関連曲                                              |
| 2019年3月27日  | 「上野さんは不器用」Ending Theme Songs                                                                                         | 上野（芹澤優）、田中（田中あいみ）、山下（影山灯） | 「マイペース・サイエンス」 | テレビアニメ『上野さんは不器用』エンディングテーマ                                       |
| 2019年3月27日  | 「上野さんは不器用」Ending Theme Songs                                                                                         | 上野（芹澤優） | 「ラブミーサイエンス」 「放課後トラベラー」 「コスモルミナ」 「不器用センセーション」 「心のふりこ」                                                                                       | テレビアニメ『上野さんは不器用』エンディングテーマ                                       |
| 2019年3月27日  | 「上野さんは不器用」Ending Theme Songs                                                                                         | 上野（芹澤優） | 「マイペース・サイエンス」 | テレビアニメ『上野さんは不器用』関連曲                                                   |
| 2019年3月27日  | プリパラ&アイドルタイムプリパラ コンプリートアルバムBOX                                                                        | SoLaMi♡SMILE | 「ドリームパレード」 | テレビアニメ『プリパラ』挿入歌                                                           |
| 2019年3月27日  | プリパラ&アイドルタイムプリパラ コンプリートアルバムBOX                                                                        | みれぃ（芹澤優） | 「ドリームパレード」 | テレビアニメ『プリパラ』挿入歌                                                           |
| 2019年5月22日  | PEARLY×PARTY | パーリィ☆フェアリィ | 「PEARLY×PARTY」 | テレビアニメ『叛逆性ミリオンアーサー』エンディングテーマ                                 |
| 2019年5月25日  | GAME Pri☆chan Music Collection vol.1                                                                                           | メルティックスター | 「チョコッティこちょハート」 | ゲーム『キラッとプリ☆チャン』関連曲                                                      |
| 2019年9月11日  | キラッとプリ☆チャン♪ミュージックコレクション                                                                                   | メルティックスター | 「寝ても覚めてもDREAMIN' GIRL」 | テレビアニメ『キラッとプリ☆チャン』挿入歌                                                |
| 2019年9月11日  | キラッとプリ☆チャン♪ミュージックコレクション                                                                                   | ミラクル☆スター | 「キラッとスタート」 | テレビアニメ『キラッとプリ☆チャン』挿入歌                                                |
| 2019年9月11日  | プロミス！リズム！パラダイス！                                                                                                 | PRI-Crew Friends | 「Crew-Sing! Friend-Ship♡」 | 『プリパラ』関連曲                                                                       |
| 2019年9月14日  | GAME Pri☆chan Music Collection vol.2                                                                                           | ミラクル☆キラッツ、メルティックスター | 「ハッピーピクニック」 「U.S.A」 | ゲーム『キラッとプリ☆チャン』収録曲                                                      |
| 2019年12月11日 | キラッとプリ☆チャン♪ソングコレクション〜メルティックスターチャンネル〜                                                         | 赤城あんな（芹澤優） | 「ヒロインズドラマ」 | テレビアニメ『キラッとプリ☆チャン』挿入歌                                                |
| 2019年12月11日 | キラッとプリ☆チャン♪ソングコレクション〜メルティックスターチャンネル〜                                                         | メルティックスター | 「La La Meltic StAr」 | テレビアニメ『キラッとプリ☆チャン』挿入歌                                                |
| 2020年3月4日   | Parallelism Crown/ネオンテトラの空                                                                                             | REIJINGSIGNAL | 「Parallelism Crown」 「ネオンテトラの空」 | テレビアニメ『SHOW BY ROCK!! ましゅまいれっしゅ!!』挿入歌                                |
| 2020年3月4日   | Parallelism Crown/ネオンテトラの空                                                                                             | REIJINGSIGNAL | 「VIVID」 | テレビアニメ『SHOW BY ROCK!! ましゅまいれっしゅ!!』関連曲                                |
| 2020年5月20日  | SHOW BY ROCK!! ましゅまいれっしゅ!! BD・DVD第2巻&第3巻 きゃにめ特典CD                                                          | スモモネ（芹澤優） | 「Parallelism Crown」 「ネオンテトラの空」 「VIVID」 | テレビアニメ『SHOW BY ROCK!! ましゅまいれっしゅ!!』関連曲                                |
| 2020年6月24日  | キラッとプリ☆チャン♪ミュージックコレクション Season.2                                                                          | 萌黄えも（久保田未夢）、赤城あんな（芹澤優） | 「ツヨキ！ツインテールズ」 | テレビアニメ『キラッとプリ☆チャン』挿入歌                                                |
| 2020年6月24日  | キラッとプリ☆チャン♪ミュージックコレクション Season.2                                                                          | オール☆ジュエルアイドルズ | 「ダイヤモンドスマイル」 | テレビアニメ『キラッとプリ☆チャン』挿入歌                                                |
| 2020年7月15日  | SHOW BY ROCK!! ましゅまいれっしゅ!! BD・DVD第5巻特典CD                                                                         | スモモネ（芹澤優） | 「Plastic / Jewelry Tune」 | テレビアニメ『SHOW BY ROCK!! ましゅまいれっしゅ!!』関連曲                                |
| 2020年12月2日  | キラッとプリ☆チャン♪ソングコレクション〜from MELODY FANTASY〜                                                                  | メルティックスター | 「Merry Merry Fantasia!」 | テレビアニメ『キラッとプリ☆チャン』挿入歌                                                |
| 2021年2月17日  | TVアニメ「SHOW BY ROCK!!STARS!!」挿入歌ミニアルバム Vol.1                                                                      | REIJINGSIGNAL | 「ain't nobody STOP」 | テレビアニメ『SHOW BY ROCK!! STARS!!』挿入歌                                             |
| 2021年2月17日  | TVアニメ「SHOW BY ROCK!!STARS!!」挿入歌ミニアルバム Vol.1                                                                      | GoGoしんGoず！ | 「メイド in わたし♪」 | テレビアニメ『SHOW BY ROCK!! STARS!!』挿入歌                                             |
| 2021年4月7日   | TVアニメ「SHOW BY ROCK!!STARS!!」挿入歌ミニアルバム Vol.2                                                                      | REIJINGSIGNAL | 「はじまりのうた」 | テレビアニメ『SHOW BY ROCK!! STARS!!』挿入歌                                             |
| 2021年4月21日  | SHOW BY ROCK!! BEST Vol.4 | REIJINGSIGNAL | 「人生は忙しい」 「SSG」 「ShootingStar」 | ゲーム『SHOW BY ROCK!! Fes A Live』関連曲                                                |
| 2021年4月21日  | 扉を開けたら | MUG-MO | 「扉を開けたら」 | テレビアニメ『やくならマグカップも』オープニングテーマ                                   |
| 2021年4月21日  | 扉を開けたら | MUG-MO | 「Let's try it!!」 「扉を開けたら 〜MUG-MO全員ver.〜」 | テレビアニメ『やくならマグカップも』関連曲                                               |
| 2021年4月29日  | 頑張っている君だから | シェラ（芹澤優）、レム（和氣あず未）、ルマキーナ（伊藤美来）、ホルン（内村史子） | 「頑張っている君だから」 | テレビアニメ『異世界魔王と召喚少女の奴隷魔術Ω』挿入歌                                    |
| 2021年5月25日  | 扉を開けたら（久々梨三華 ver.）                                                                                                | 久々梨三華（芹澤優） | 「扉を開けたら」 | テレビアニメ『やくならマグカップも』関連曲                                               |
| 2021年6月16日  | SHOW BY ROCK!! STARS!! BD第3巻 きゃにめ特典CD                                                                                  | スモモネ（芹澤優） | 「ain't nobody STOP」 「はじまりのうた」 | テレビアニメ『SHOW BY ROCK!! STARS!!』関連曲                                             |
| 2021年6月16日  | SHOW BY ROCK!! STARS!! BD第3巻 きゃにめ特典CD                                                                                  | トマレ（芹澤優） | 「メイド in わたし♪」 | テレビアニメ『SHOW BY ROCK!! STARS!!』関連曲                                             |
| 2021年6月23日  | キラッとプリ☆チャン♪ソングコレクション 〜 from PRI☆CHAN LAND 〜                                                                | ミラクル☆スター | 「One Heart」 | テレビアニメ『キラッとプリ☆チャン』エンディングテーマ                                    |
| 2021年10月6日  | 夢中の先へ | MUG-MO | 「夢中の先へ」 | テレビアニメ『やくならマグカップも 二番窯』オープニングテーマ                            |
| 2021年10月6日  | 夢中の先へ | MUG-MO | 「君のそばに」 「夢中の先へ 〜MUG-MO全員ver.〜」 | テレビアニメ『やくならマグカップも 二番窯』関連曲                                        |
| 2021年10月20日 | 夢中の先へ | 久々梨三華（芹澤優） | 「夢中の先へ」 | テレビアニメ『やくならマグカップも 二番窯』関連曲                                        |
| 2022年1月28日  | I'll Be New Dawn | REIJINGSIGNAL | 「I'll Be New Dawn」 | ゲーム『SHOW BY ROCK!! Fes A Live』関連曲                                                |
| 2022年9月19日  | Misty=Missing You | HY:RAIN | 「Misty=Missing You」 | 『シャインポスト』関連曲                                                                 |
| 2022年9月30日  | J.U.I.C.Y | REIJINGSIGNAL | 「J.U.I.C.Y」 | ゲーム『SHOW BY ROCK!! Fes A Live』関連曲                                                |
| 2022年10月26日 | SHINEPOST Character Song Collection                                                                                            | HY:RAIN | 「GYB!!」 | テレビアニメ『シャインポスト』挿入歌                                                     |
| 2023年3月29日  | Rain of BulletsXX | HY:RAIN | 「Rain of BulletsXX」 | 『シャインポスト』関連曲                                                                 |
| 2023年5月3日   | リアルダイヤモンド/イセカイジュエリー                                                                                          | ユミナ（高野麻里佳）、エルゼ（内田真礼）、リンゼ（福緒唯）、八重（赤崎千夏）、スゥシィ（山下七海）、リーン（上坂すみれ）、ルーシア（高木美佑）、ヒルデガルド（芹澤優）、桜（久保田未夢） | 「イセカイジュエリー」 | テレビアニメ『異世界はスマートフォンとともに。2』エンディングテーマ                      |
| 2023年6月19日  | イセカイジュエリー（ヒルデガルドver.）                                                                                         | ヒルデガルド・ミナス・レスティア（芹澤優） | 「イセカイジュエリー」 | テレビアニメ『異世界はスマートフォンとともに。2』関連曲                                  |
| 2023年8月9日   | おいでませ！三日月寺 | 結月（愛美）、月夜（芹澤優）、海月（山下七海）、ミア（朝日奈丸佳）、カグラ（上坂すみれ） | 「おいでませ！三日月寺」 | テレビアニメ『てんぷる』エンディングテーマ                                               |
| 2023年8月9日   | おいでませ！三日月寺 | 結月（愛美）、月夜（芹澤優）、海月（山下七海） | 「いつかは満月のように！」 | テレビアニメ『てんぷる』エンディングテーマ                                               |
| 2023年8月9日   | おいでませ！三日月寺 | 月夜（芹澤優） | 「いつかは満月のように！」 | テレビアニメ『てんぷる』関連曲                                                           |
| 2023年9月27日  | Princess Letter(s)! フロムアイドル コンプリート・ベストアルバム                                                                | 金魚鉢たより（芹澤優） | 「金魚鉢たよりの話」 「ハジメテタヨリ☆（feat.かめりあ）」 「タイヤキアイドル☆たよりん参上！（feat.ヒゲドライバー）」 「言花Letter(s)!」                                                    | 『Princess Letter(s)! フロムアイドル』関連曲                                             |
| 2023年9月27日  | Princess Letter(s)! フロムアイドル コンプリート・ベストアルバム                                                                | 雁矢よしの（高橋李依）、水茎あやめ（楠木ともり）、金魚鉢たより（芹澤優） | 「Spring Letter(s)!」 「Floating Flower(s)!」 「言花Letter(s)!」 | 『Princess Letter(s)! フロムアイドル』関連曲                                             |
| 2023年10月25日 | メメントモリ Lament Collection Vol.1                                                                                           | ニーナ（芹澤優） | 「困惑星旅行」 | ゲーム『メメントモリ』キャラクター専用曲                                                 |
| 2023年11月13日 | 夢のステラリウム | 鳳ここな（石見舞菜香）、静香（長谷川育美）、カトリナ・グリーベル（天城サリー）、新妻八恵（長縄まりあ）、柳場ぱんだ（大空直美）、流石知冴（佐々木李子）、千寿暦（鳥部万里子）、ラモーナ・ウォルフ（田中美海）、王雪（花井美春）、リリヤ・クルトベイ（安齋由香里）、与那国緋花里（下地紫野）、千寿いろは（岡咲美保）、白丸美兎（近藤玲奈）、阿岐留カミラ（若井友希）、猫足蕾（芹澤優）、本巣叶羽（赤尾ひかる）、連尺野初魅（葵井歌菜）、烏森大黒（Lynn）、舎人仁花子（斉藤朱夏）、萬容（山村響）、筆島しぐれ（吉岡麻耶）                                                                               | 「夢のステラリウム」 | ゲーム『ワールドダイスター 夢のステラリウム』関連曲                                      |
| 2023年11月15日 | レイジョアハンズ!! 〜Raise Y/Our Hands!!〜 / O.C. 〜Optimum Combination〜                                                      | レイ（芹澤優）、クレア（奈波果林） | 「レイジョアハンズ!! 〜Raise Y/Our Hands!!〜」 | テレビアニメ『私の推しは悪役令嬢。』オープニングテーマ                                   |
| 2023年11月15日 | レイジョアハンズ!! 〜Raise Y/Our Hands!!〜 / O.C. 〜Optimum Combination〜                                                      | レイ（芹澤優）、クレア（奈波果林） | 「O.C. 〜Optimum Combination〜 -Side by Side-」 | テレビアニメ『私の推しは悪役令嬢。』エンディングテーマ                                   |
| 2023年11月15日 | レイジョアハンズ!! 〜Raise Y/Our Hands!!〜 / O.C. 〜Optimum Combination〜                                                      | レイ（芹澤優） | 「O.C. 〜Optimum Combination〜 -Side by Rae-」 | テレビアニメ『私の推しは悪役令嬢。』エンディングテーマ                                   |
| 2023年11月15日 | レイジョアハンズ!! 〜Raise Y/Our Hands!!〜 / O.C. 〜Optimum Combination〜                                                      | クレア（奈波果林）、レイ（芹澤優） | 「O.C. 〜Optimum Combination〜 -Side by Side/reverse-」 | テレビアニメ『私の推しは悪役令嬢。』エンディングテーマ                                   |
| 2024年3月6日   | ウマ娘 プリティーダービー WINNING LIVE 16                                                                                      | スペシャルウィーク（和氣あず未）、オグリキャップ（高柳知葉）、ゴールドシップ（上田瞳）、ナリタブライアン（衣川里佳）、タマモクロス（大空直美）、マンハッタンカフェ（小倉唯）、アグネスタキオン（上坂すみれ）、サトノダイヤモンド（立花日菜）、キタサンブラック（矢野妃菜喜）、サクラローレル（真野美月）、ヴィルシーナ（奥野香耶）、ジャングルポケット（藤本侑里）、ドゥラメンテ（秋奈）、ラインクラフト（小島菜々恵）、シーザリオ（佐藤榛夏)、オルフェーヴル（日笠陽子）、ジェンティルドンナ（芹澤優）、ウインバリアシオン（月城日花）                                                              | 「U.M.A. NEW WORLD!!」 | ゲーム『ウマ娘 プリティーダービー』関連曲                                                |
| 2024年3月6日   | ウマ娘 プリティーダービー WINNING LIVE 16                                                                                      | スペシャルウィーク（和氣あず未）、オグリキャップ（高柳知葉）、ゴールドシップ（上田瞳）、ナリタブライアン（衣川里佳）、タマモクロス（大空直美）、マンハッタンカフェ（小倉唯）、アグネスタキオン（上坂すみれ）、サトノダイヤモンド（立花日菜）、キタサンブラック（矢野妃菜喜）、サクラローレル（真野美月）、サトノクラウン（鈴代紗弓）、シュヴァルグラン（夏吉ゆうこ）、ヴィルシーナ（奥野香耶）、ジャングルポケット（藤本侑里）、ドゥラメンテ（秋奈）、ラインクラフト（小島菜々恵）、シーザリオ（佐藤榛夏）、オルフェーヴル（日笠陽子）、ジェンティルドンナ（芹澤優）、ウインバリアシオン（月城日花） | 「うまぴょい伝説」 | ゲーム『ウマ娘 プリティーダービー』関連曲                                                |
| 2024年4月24日  | ゲームアプリ『ワールドダイスター 夢のステラリウム』VocalAlbum Vol.3「デアエ・エクス・マキナ！」                                | 千寿いろは（岡咲美保）、白丸美兎（近藤玲奈）、阿岐留カミラ（若井友希）、猫足蕾（芹澤優）、本巣叶羽（赤尾ひかる） | 「デアエ・エクス・マキナ！」 「きらり！マジカリュー・スマイル！」 「夢のステラリウム」 | ゲーム『ワールドダイスター 夢のステラリウム』関連曲                                      |
| 2024年4月24日  | ゲームアプリ『ワールドダイスター 夢のステラリウム』VocalAlbum Vol.3「デアエ・エクス・マキナ！」                                | 猫足蕾（芹澤優） | 「不可逆的運命ディストピア」 | ゲーム『ワールドダイスター 夢のステラリウム』関連曲                                      |
| 2024年4月24日  | ゲームアプリ『ワールドダイスター 夢のステラリウム』VocalAlbum Vol.3「デアエ・エクス・マキナ！」                                | 猫足蕾（芹澤優）、阿岐留カミラ（若井友希） | 「サマーバカンス☆アクトレス！」 「電脳スペクタクル」 | ゲーム『ワールドダイスター 夢のステラリウム』関連曲                                      |
| 2024年6月26日  | アオとアカ | レン・ルォシー（芹澤優） | 「碧き魂、中国四千年ホワッチャ!」 | ゲーム『De:Lithe Last Memories』関連曲                                                   |
| 2024年10月23日 | メメントモリ Lament Collection Vol.2                                                                                           | ニーナ（芹澤優） | 「きみがいる夏」 | ゲーム『メメントモリ』キャラクター専用曲                                                 |
| 2024年11月13日 | プリパラ ソング♪コレクション Melody Moments!                                                                                   | SoLaMi♡SMILE | 「ウィー・ラブ・プリパラ！」 | 『プリパラ』関連曲                                                                       |
| 2024年11月13日 | アイドルランドプリパラ ソング♪コレクション OPEN DREAM LAND!                                                                    | SoLaMi♡SMILE | 「OPEN DREAM LAND!」 | Webアニメ『アイドルランドプリパラ』オープニングテーマ                                    |
| 2024年11月28日 | 彼女、お借りします 〜水平線と水着の彼女〜 限定盤特典サウンドトラック                                                           | 水原千鶴（雨宮天）、七海麻美（悠木碧）、更科瑠夏（東山奈央）、桜沢墨（高橋李依）、八重森みに（芹澤優） | 「サイダーの向こう」 | ゲーム『彼女、お借りします 〜水平線と水着の彼女〜』オープニングテーマ                    |
| 2024年11月28日 | 彼女、お借りします 〜水平線と水着の彼女〜 限定盤特典サウンドトラック                                                           | 八重森みに（芹澤優） | 「サイダーの向こう -八重森みに ver.-」 | ゲーム『彼女、お借りします 〜水平線と水着の彼女〜』関連曲                                |
| 2025年1月26日  | Worlds Dye Star | シリウス、銀河座、Eden、劇団電姫 | 「Worlds Dye Star」 | ゲーム『ワールドダイスター 夢のステラリウム』関連曲                                      |
| 2025年4月4日   | Innocent Sky | HY:RAIN | 「Innocent Sky」 | ゲーム『シャインポスト Be Your アイドル!』関連曲                                         |
| 2025年4月9日   | ウマ娘 プリティーダービー WINNING LIVE 26                                                                                      | ウマ娘 | 「Legend-Changer」 | ゲーム『ウマ娘 プリティーダービー』関連曲                                                |
| 2025年4月9日   | ウマ娘 プリティーダービー WINNING LIVE 26                                                                                      | ウマ娘 | 「うまぴょい伝説」 | ゲーム『ウマ娘 プリティーダービー』関連曲                                                |
| 2025年4月23日  | 『ギルドの受付嬢ですが、残業は嫌なのでボスをソロ討伐しようと思います』 2 完全生産限定版 Blu-ray/DVD 特典CD                     | アリナ・クローバー（高橋李依）、ライラ（芹澤優） | 「残業体操」 | テレビアニメ『ギルドの受付嬢ですが、残業は嫌なのでボスをソロ討伐しようと思います』関連曲 |
| 2025年5月2日   | Hello, My sunshine | HY:RAIN | 「Hello, My sunshine」 | ゲーム『シャインポスト Be Your アイドル!』関連曲                                         |
| 2025年5月23日  | Light | HY:RAIN | 「Light」 | ゲーム『シャインポスト Be Your アイドル!』関連曲                                         |
| 2025年5月28日  | 『ギルドの受付嬢ですが、残業は嫌なのでボスをソロ討伐しようと思います』 3 完全生産限定版 Blu-ray/DVD 特典CD                     | ライラ（芹澤優） | 「推しは英雄♡」 | テレビアニメ『ギルドの受付嬢ですが、残業は嫌なのでボスをソロ討伐しようと思います』関連曲 |
| 2025年6月16日  | Wither | EIKO（芹澤優） | 「Wither」 | テレビアニメ『前橋ウィッチーズ』挿入歌                                                   |

### その他参加作品
| 発売日        | 商品名                                                         | 歌 | 楽曲                                          | 備考                                              |
| ------------- | -------------------------------------------------------------- | --- | --------------------------------------------- | ------------------------------------------------- |
| -             | -                                                              | NEXT SMILE! | 「GOOD SMILE BRINGS FUTURE -NEXT SMILE!ver-」 | [ 295 ]                                           |
| 2024年6月14日 | Animelo Summer Live 2024 -Stargazer- テーマソング「Stargazer」 | ASCA、伊東健人、上杉真央 (fripSide)、阿部寿世 (fripSide)、内田真礼、大橋彩香、梶原岳人 (フラガリアメモリーズ)、島﨑信長 (フラガリアメモリーズ)、武内駿輔 (フラガリアメモリーズ)、楠木ともり、She is Legend (XAI・鈴木このみ)、芹澤優、茅原実里、早見沙織、Who-ya (Who-ya Extended)、羊宮妃那 (MyGO!!!!!) | 「Stargazer」                                 | Animelo Summer Live 2024 -Stargazer- テーマソング |

## ライブ・イベント

### 単独イベント
| 出演日         | タイトル                                                                               | 会場                            |
| -------------- | -------------------------------------------------------------------------------------- | ------------------------------- |
| 2013年11月30日 | 犬とハサミは使いよう 秋月マキシシャイニングライブ〜YES!マキシ様の言うとおり!!〜        | AKIBAカルチャーズ劇場（東京都） |
| 2014年2月22日  | 犬とハサミは使いよう 秋月マキシシャイニングライブ AGAIN 〜YES!マキシ様の輝きはNo.1!!〜 | AKIBAカルチャーズ劇場（東京都） |
| 2016年12月18日 | Yu Serizawa Birthday Live 〜Present Box〜                                              | Zepp DiverCity（東京都）        |
| 2017年12月3日  | Yu Serizawa 23rd Birthday Live〜#Love Letter〜                                         | Zepp DiverCity（東京都）        |

## 書籍

### 写真集
- 君と（2017年2月10日、秋田書店、編集：声優パラダイスR編集部）ISBN 978-4-253-11082-2
- すきぴ（2019年4月26日、白夜書房、撮影：YOROKOBI）ISBN 978-4-86494-219-5
- Miss Me（2024年3月5日、主婦の友社、撮影：tAiki）ISBN 978-4-07456-154-4

### 雑誌連載
- 芹澤 優のAll to 優（2013年9月号 - 終了号不明、声優パラダイス）